# William Pitt Kellogg
William Pitt Kellogg (8 de dezembro de 1830 – 10 de agosto de 1918) foi um advogado e político do Partido Republicano dos Estados Unidos, que serviu como governador da Luisiana de 1873 a 1877 e ocupou o cargo de senador dos Estados Unidos por dois mandatos durante a Era da Reconstrução.
Kellogg foi uma das figuras políticas mais influentes da Luisiana durante e imediatamente após a Reconstrução. Ele se destacou por ser eleito em um período em que a maioria dos outros funcionários republicanos foi derrotada, com os Democratas retomando o controle da política estadual. Contudo, também foi alvo de críticas por parte dos sulistas, que o consideravam um "carpetbagger [en]" (termo pejorativo para nortistas que se mudavam para o Sul durante a Reconstrução). Kellogg também é notável por ser um dos poucos senadores em exercício a serem eleitos para a Câmara dos Representantes dos Estados Unidos, onde cumpriu um mandato. Ele foi o último senador republicano da Luisiana até David Vitter em 2005.

## Infância e educação
Kellogg nasceu em Orwell, Vermont [en], próximo à fronteira com Nova York, onde passou sua infância. Após concluir sua educação nas escolas públicas locais, mudou-se aos dezoito anos para Peoria, Illinois, onde trabalhou como professor por alguns anos. Seu primo de quinto grau, William Kellogg [en], residia na região e foi membro da Câmara dos Representantes dos Estados Unidos de 1857 a 1863.

## Carreira
Kellogg tornou-se advogado, provavelmente por meio do método de "leitura do direito [en]", estudando com advogados em exercício. Ele se estabeleceu em Canton, Illinois, onde abriu um escritório de advocacia. Lá, filiou-se ao Partido Republicano e conheceu o também advogado Abraham Lincoln. Quando Lincoln assumiu a presidência em 1861, nomeou Kellogg como Juiz-Chefe [en] da Suprema Corte [en] do Território de Nebraska.
Com o início da Guerra Civil Americana, Kellogg obteve uma licença e retornou a Illinois para se alistar no 7º Regimento de Cavalaria Voluntária de Illinois [en]. Em 1862, alcançou a patente de Coronel e desempenhou um papel significativo em uma pequena batalha perto de Sikeston, Missouri. Kellogg renunciou ao serviço militar em 1 de junho de 1862 devido a problemas de saúde. Ele voltou a Nebraska, retomando seu trabalho como Juiz-Chefe. Após a guerra, foi eleito companheiro da Ordem Militar da Legião Leal dos Estados Unidos.
Em 14 de abril de 1865, horas antes de seu assassinato, Lincoln nomeou Kellogg como coletor federal de alfândega do porto de Nova Orleans. Essa nomeação marcou o início de sua carreira política de 20 anos na Luisiana, onde foi um dos primeiros a ser percebido como carpetbagger [en]. Permaneceu como coletor de Nova Orleans, apesar de queixas, até 1868, quando foi eleito para o Senado dos Estados Unidos. Nesse ano, a Luisiana, "reconstruída", foi readmitida na União federal.
Em 1872, Kellogg concorreu pelo Partido Republicano e foi eleito governador, renunciando ao Senado para assumir o cargo. Na eleição, John McEnery, um Democrata, competiu contra Kellogg. O governador em exercício, Henry Clay Warmoth [en], embora republicano, opôs-se à facção do Partido Republicano leal ao presidente Ulysses S. Grant, que apoiava Kellogg. Warmoth apoiou McEnery.
Os resultados da eleição foram contestados pelos democratas. A política estadual permaneceu em tumulto por meses, com ambos os candidatos realizando cerimônias de posse, certificando suas listas de candidatos locais e tentando consolidar poder político. As tensões políticas culminaram em violência, incluindo o Massacre de Colfax em abril de 1873. Como governador, Warmoth controlava o Conselho de Apuração do Estado, responsável pela administração das eleições. Com a eleição contestada, o conselho de Warmoth declarou McEnery como vencedor. Um conselho rival apontou Kellogg como vitorioso, embora não tivesse cédulas ou apurações para contar.
O ex-Secretário Assistente Confederado de Guerra John Archibald Campbell [en] envolveu-se na controvérsia em torno de Kellogg. Ele integrou o "Comitê dos Cem", que foi a Washington para convencer o presidente Grant a encerrar seu apoio ao que chamavam de "usurpação de Kellogg". Grant inicialmente recusou-se a recebê-los, mas depois cedeu. Campbell apresentou o caso perante Grant, mas foi rejeitado.
A Câmara dos Representantes declarou que o regime de Kellogg "não era muito melhor que uma conspiração bem-sucedida". O Senado anulou os resultados eleitorais presidenciais de 1872 da Luisiana. Um comitê do Senado relatou que toda a eleição de 1872 na Luisiana foi injusta e que ambos os governos estaduais eram ilegais, recomendando uma nova eleição sob supervisão federal.
O presidente Grant ignorou a recomendação do comitê do Senado e optou por usar a força do Exército dos EUA para apoiar a máquina de Kellogg, talvez porque o cunhado de Grant, James Casey, fazia parte dela. Casey também ocupava o lucrativo cargo de Coletor de Alfândega de Nova Orleans, para o qual Grant o renomeou em março de 1873.
Em janeiro de 1875, até o presidente Grant admitiu que a eleição de 1872 na Luisiana "foi uma fraude gigantesca, sem resultados confiáveis".
Em fevereiro de 1876, Kellogg sofreu um processo de impeachment pela Câmara dos Representantes da Luisiana. No entanto, o Senado não o condenou, e ele permaneceu no cargo.

De acordo com o historiador William Gillette:
"ao invocar a autoridade federal em questões de direito civil e empregar força federal na política estadual, ele [Grant] realizou um golpe de estado bem-sucedido".
Warmoth enfrentou um processo de impeachment por supostamente manipular a eleição. Um republicano negro, P. B. S. Pinchback, tornou-se governador por 35 dias até que Grant instalasse Kellogg como governador com proteção federal. A facção de McEnery estabeleceu uma "legislatura paralela" em Nova Orleans para se opor às ações de Kellogg. McEnery incentivou seus apoiadores a pegarem em armas contra o governo fraudulento de Kellogg. Em 1874, a Liga Branca, um grupo paramilitar anti-republicano, enviou 5.000 homens a Nova Orleans, onde, na Batalha de Liberty Place [en], derrotaram a Polícia Metropolitana de 3.500 homens e a milícia estadual. Eles tomaram os escritórios do governo estadual por alguns dias, mas recuaram antes da chegada de tropas federais enviadas como reforço. O presidente Grant finalmente enviou tropas dos EUA em resposta ao pedido de ajuda de Kellogg.
O vice-governador de Kellogg foi Caesar Antoine [en], um afro-americano nativo de Nova Orleans, que havia sido Senador Estadual [en] por Shreveport antes de concorrer como vice-governador. Apesar da forte reação dos democratas brancos contra o Partido Republicano no Sul, Kellogg foi eleito para o Senado dos Estados Unidos em 1876, onde serviu até 1883. Ele não buscou a reeleição, pois seu partido era muito fraco no Sul para ser competitivo. Foi presidente do Comitê do Senado sobre Ferrovias [en] de 1881 a 1883.
Kellogg foi eleito para a Câmara dos Representantes dos Estados Unidos em 1882, derrotando o democrata em exercício Chester Bidwell Darrall [en], e serviu um mandato de 1883 a 1885. Foi derrotado na reeleição em 1884 por Edward James Gay [en]. Continuou a residir em Washington, D.C., mas aposentou-se da vida política. Faleceu em Washington e foi sepultado no Cemitério Nacional de Arlington em Virgínia.
Kellogg foi uma das figuras políticas mais importantes da Luisiana durante e imediatamente após a Reconstrução. Ele conseguiu manter o poder por muito mais tempo do que a maioria dos funcionários republicanos vindos do Norte. Também é notável por ser um dos poucos senadores eleitos para a Câmara dos Representantes imediatamente após deixar o Senado. (Claude Pepper [en], um democrata da Flórida do século XX, foi igualmente eleito para a Câmara após servir no Senado, mas só iniciou seu longo mandato na Câmara 12 anos após o término de seu serviço no Senado.)